# Jakub Wysocki
Jakub Wysocki herbu Dryja (zm. 1720) – kasztelan bydgoski w latach 1713–1720.
Rodzina Wysockich herbu Dryja pochodziła z Budzisławia. Poślubił Katarzynę Rościszewską. Został pochowany w Rościszewie.